# Julienne Mathieu
Julienne Alexandrite Mathieu (* vor 1890; † nach 1907) war eine französische Schauspielerin, die in zahlreichen Stummfilmen mitwirkte.

## Leben
In der zweiten Hälfte der 1890er Jahre heiratete sie den Spanier Segundo de Chomón, mit dem sie danach in Barcelona lebte. Ihre Karriere begann als sie 1905 nach Paris zurückkehrte mit dem Film La poule aux oeufs d’or, in dem sie die Hauptrolle übernahm. Danach wirkte sie vor allem in Jahren von 1907 bis 1909 in mindestens 21 Filmen mit. Mit dem bekannten spanischen Film El hotel eléctrico von Segundo de Chomón war sie in einem der vielen frühen Stop-Motion-Filme zu sehen.

## Filmografie (Auswahl)
- 1905: La poule aux oeufs d’or
- 1907: Les oeufs de Pâques
- 1907: La fée des roches noires
- 1907: Les chrysanthèmes
- 1907: Satan s’amuse
- 1907: En avant la musique
- 1907: Armures mystérieuses
- 1908: Le Voleur mystérieux
- 1908: La Danseuse microscopique
- 1908: Sculpture moderne
- 1908: Le Chevalier mystère
- 1908: L’ Étang enchanté
- 1908: El hotel eléctrico
- 1909: Le Roi des aulnes
- 1909: Le Jeu de patience